# Switch (serie de televisión)
Switch es una serie británica transmitida del 15 de octubre del 2012 hasta el 19 de noviembre del 2012 por medio de la cadena ITV2. La serie fue cancelada tras finalizar su primera temporada.

## Historia
La serie se centró en cuatro jóvenes brujas Stella Munroe, Hannah Bright, Jude Thomas y Grace conocidas como "The Witches Of Camden" que tratan de abrirse camino en la gran ciudad donde viven. Todas desean vivir una vida moderna y no basada en los antiguos rituales de sus madres, sin embargo enfrentadas a los problemas, las jóvenes no pueden evitar hacer algún hechizo para solucionar las cosas.
Cada una representa un elemento, Stella es una joven con conocimientos en negocios que regularmente actúa como la madre de las otras jóvenes, Jude una aspirante a diseñadora de modas y la pleitista del grupo, Grace la joven tradicional del grupo que intenta ajustarse a su vida en la ciudad y finalmente Hannah la espontánea del grupo pero con una naturaleza caprichosa.
Las jóvenes tendrán también que enfrentarse a las brujas de Kensington: la líder Alexa, India, Remy y Romola.

## Personajes
| Actor                | Personaje     | Elemento | N.º de episodios | Temporada |
| -------------------- | ------------- | -------- | ---------------- | --------- |
| Lacey Turner         | Stella Munroe | Tierra   | 6                | 2012      |
| Hannah Tointon       | Hannah Bright | Aire     | 6                | 2012      |
| Nina Toussaint-White | Jude Thomas   | Fuego    | 6                | 2012      |
| Phoebe Fox           | Grace         | Agua     | 6                | 2012      |

### Personajes recurrentes
| Actor                 | Personaje | Episodios | Duración |
| --------------------- | --------- | --------- | -------- |
| Reece Noi             | Aaron     | 5         | 2012     |
| Jamie Davis           | Gerry     | 5         | 2012     |
| Fiona Hampton         | Alexa     | 4         | 2012     |
| Katharine Bennett-Fox | Remy      | 4         | 2012     |
| Harriet Ballard       | Romola    | 4         | 2012     |
| Amanda Drew           | Janet     | 4         | 2012     |
| Sophie Colquhoun      | India     | 3         | 2012     |
| James Rastall         | Joel      | 2         | 2012     |
| Caroline Quentin      | Gloria    | 2         | 2012     |
| Kate Lamb             | Louise    | 2         | 2012     |
| Rosamund Hanson       | Lucy      | 1         | 2012     |
| Howard Charles        | Jack      | 1         | 2012     |

## Producción
La serie fue escrita por Chloe Moss y Tim Price; dirigida por Dominic Leclerc y Tom Marshall; y producida por Philip Trethowan.
La producción estuvo bajo el cargo de la compañía Touchpaper Television, y la edición estuvo bajo el cargo de Daniel Greenway, mientras que la cinematografía estuvo bajo el cargo de Nick Dance. La música de la serie fue "Lions In Cages" de Wolf Gang